# Stootshorn
Stootshorn, dialekt groningski Stootshörn – wieś w Holandii, w prowincji Groningen, w gminie Menterwolde. 